# Campioni italiani assoluti di atletica leggera - Staffetta 4×400 metri maschile
Questa pagina raccoglie un elenco di tutte le campionesse italiane dell'atletica leggera nella staffetta 4×400 metri, inserita nel programma dei campionati italiani assoluti di atletica leggera maschili dal 1910 a oggi.

## Albo d'oro
| Anno | Società (atleti) | Prestazione            |
| ---- | --- | ---------------------- |
| 1910 | Athletic Club Torino Franco Giongo Secondo Artuino Roberto Bacolla Massimo Cartasegna                               | 3'43"0(m)              |
| 1911 | Sport Club Italia Angelo Vigani Geremia Della Torre Catullo Zanier Emilio Lunghi                                    | 3'58"6(m)              |
| 1912 | Sport Club Italia Roberto Bacolla Massimo Cartasegna Catullo Zanier Emilio Lunghi                                   | 4'00"8(m)              |
| 1913 | Pro Morivione Milano Giuseppe Butti Giuseppe Bernardoni Bertoni Angelo Grosselli                                    | 3'41"8(m)              |
| 1914 | SEF Virtus Bologna Gian Ercole Salvi Vittorio Costa Federico Colombo Franco Giongo                                  | 3'39"2(m)              |
| 1915 | Edizione non disputata                                                                                              | Edizione non disputata |
| 1916 | Edizione non disputata                                                                                              | Edizione non disputata |
| 1917 | Edizione non disputata                                                                                              | Edizione non disputata |
| 1918 | Edizione non disputata                                                                                              | Edizione non disputata |
| 1919 | Sport Club Italia Giovanni Orlandi Agide Simonazzi Angelo Vigani Dante Bertoni                                      | 3'43"4(m)              |
| 1920 | Pro Roma Alessandro Mella Renato Micocci Amerigo De Berardinis Fortunato Braccini                                   | 3'46"2(m)              |
| 1921 | Società Ginnastica Gallaratese Ennio Maffiolini Mario Rossi Mario Giuseppe "Gino" Bonini Dante Bertoni              | 3'28"4(m)              |
| 1922 | SEF Virtus Bologna Giuseppe Mantelli Ermete Alfieri Franco Giongo Paolo Bogani                                      | 3'27"4(m)              |
| 1923 | Sport Club Italia Pietro Grassi Enrico Grimoldi Mario Cavalleri Mario Ferrari                                       | 3'33"4(m)              |
| 1924 | Società Ginnastica Gallaratese Giuseppe Tosi Dante Bertoni Ennio Maffiolini Luigi Facelli                           | 3'25"8(m)              |
| 1925 | Sport Club Italia Fernando Conti Mario Larocchi Ettore Falconi Pietro Grassi                                        | 3'30"4(m)              |
| 1926 | GS O.M. Milano Pietro Grassi Giovanni Poggi Ettore Falconi Luigi Facelli                                            | 3'30"0(m)              |
| 1927 | GS Nafta Genova Alfredo Gargiullo Giacomo Carlini Guido Cominotto Angelo Davoli                                     | 3'27"6(m)              |
| 1928 | GS Nafta Genova Guido Cominotto Giovanni Garaventa Ugo Vianello Giacomo Carlini                                     | 3'27"0(m)              |
| 1929 | AS Ambrosiana Milano Ettore Falconi Giovanni Poggi Ugo Vianello Luigi Facelli                                       | 3'28"4(m)              |
| 1930 | AS Ambrosiana Milano Giordano Cumar Ettore Falconi Ugo Vianello Luigi Facelli                                       | 3'38"8(m)              |
| 1931 | AS Ambrosiana Milano Giovanni Fusarpoli Giordano Cumar Vincenzo Gerardi Luigi Facelli                               | 3'33"0(m)              |
| 1932 | ASSI Giglio Rosso Giuseppe Lippi Orlando Orlandini Giovanni Giovanardi Manfredo Giacomelli                          | 3'28"8(m)              |
| 1933 | ASSI Giglio Rosso Orlando Orlandini Umberto Ridi Pilade Lucchetti Manfredo Giacomelli                               | 3'26"2(m)              |
| 1934 | SG Pro Patria Milano Mario Radaelli Giuseppe Raddrizzani Mario Gerbella Giovanni Turba                              | 3'23"8(m)              |
| 1935 | SG Pro Patria Milano Mario Radaelli Giovanni Turba Angelo Ferrario Mario Lanzi                                      | 3'20"1(m)              |
| 1936 | SG Pro Patria Milano Giuseppe Raddrizzani Angelo Ferrario Giovanni Turba Marsilio Rossi                             | 3'22"6(m)              |
| 1937 | GS Baracca Milano Aldo Longhi Gioacchino Dorascenzi Carlo Guasconi Mario Lanzi                                      | 3'32"2(m)              |
| 1938 | GS Baracca Milano Angelo Lualdi Carlo Guasconi Gioacchino Dorascenzi Mario Lanzi                                    | 3'24"6(m)              |
| 1939 | GS Baracca Milano Carlo Guasconi Angelo Lualdi Gioacchino Dorascenzi Mario Lanzi                                    | 3'19"2(m)              |
| 1940 | GS Baracca Milano Armando Pennati Angelo Lualdi Carlo Guasconi Gioacchino Dorascenzi                                | 3'21"9(m)              |
| 1941 | GS Baracca Milano Mario Lanzi Gioacchino Dorascenzi Carlo Guasconi Armando Pennati                                  | 3'20"2(m)              |
| 1942 | GS Oberdan - Pro Patria Milano Gianfranco Fumagalli Luigi Paterlini Giuseppe Fantone Bruno Mainardi                 | 3'23"3(m)              |
| 1943 | GS Oberdan - Pro Patria Milano Bruno Mainardi Luigi Paterlini Eletto Contieri Gianfranco Fumagalli                  | 3'22"6(m)              |
| 1944 | Edizione non disputata                                                                                              | Edizione non disputata |
| 1945 | Forza e Costanza Brescia Rolando Squassina Aldo Falconi Luigi Paterlini Luciano Paterlini                           | 3'30"2(m)              |
| 1946 | Società Ginnastica Gallaratese Gioacchino Dorascenzi Aldo Longhi Umberto Fiori Giacomo Moro                         | 3'23"8(m)              |
| 1947 | Ambrosiana MI-Cagnola Milano Aldo Fracassi Emilio Todeselli Gilberto Palazzi Antonio Siddi                          | 3'21"8(m)              |
| 1948 | Centro Sportivo Italiano Brescia Giovanni Mondini Luciano Paterlini Antonio Siddi Luigi Paterlini                   | 3'21"0(m)              |
| 1949 | Centro Sportivo Italiano Brescia Renato Colosio Luciano Paterlini Armando Filiput Antonio Siddi                     | 3'28"8(m)              |
| 1950 | Società Ginnastica Gallaratese Aldo Fracassi Umberto Fiori Antonio Siddi Ottavio Missoni                            | 3'19"2(m)              |
| 1951 | Atletica Brescia 1950 Giovanni Mondini Alessandro Sioli Armando Filiput Ottavio Missoni                             | 3'25"5(m)              |
| 1952 | Società Ginnastica Gallaratese Umberto Fiori Antonio Siddi Armando Filiput Ottavio Missoni                          | 3'19"2(m)              |
| 1953 | Gruppo Sportivo Pirelli Ferdinando Agostoni Giordano Cazzaniga Carlo Manara Luigi Grossi                            | 3'22"9(m)              |
| 1954 | Libertas Alessandria Giovanni Polastri Carlo Gallina Igino Allegrone Luigi Albertelli                               | 3'19"8(m)              |
| 1955 | GA Aristide Coin Venezia 1949 Antonio Serena Alfredo Monego Renato Panciera Francesco Bettella                      | 3'18"8(m)              |
| 1956 | GA Aristide Coin Venezia 1949 Antonio Serena Renato Panciera Ferruccio Franzoso Francesco Bettella                  | 3'17"4(m)              |
| 1957 | Associazione Sportiva Roma Roberto Finesi Natale Coliva Giovanni Scavo Lorenzo Miroli                               | 3'18"9(m)              |
| 1958 | Assicurazioni Generali Palermo Giuseppe Bommarito Paolo Puleo Secondo Lo Grasso Giovanni Scavo                      | 3'17"0(m)              |
| 1959 | Gruppo Sportivo Fiamme Oro Nereo Fossati Pier Luigi Fattorini Mario Guerra Adriano Loddo                            | 3'13"3(m)              |
| 1960 | Gruppo Sportivo Fiamme Oro Pier Luigi Fattorini Nereo Fossati Mario Fraschini Vittorio Bertellotti                  | 3'15"4(m)              |
| 1961 | Gruppo Sportivo Fiamme Oro Luigi Castiglioni Dino Rosso Vittorio Bertellotti Mario Fraschini                        | 3'12"8(m)              |
| 1962 | Gruppo Sportivo Fiamme Oro Dino Rosso Bruno Bianchi Giorgio Mazza Pier Paolo Montanari                              | 3'16"5(m)              |
| 1963 | Gruppo Sportivo Fiamme Oro Dino Rosso Giorgio Mazza Giorgio Tomaello Bruno Bianchi                                  | 3'14"0(m)              |
| 1964 | Lilion SNIA Varedo Gianfranco Galopin Armando Sardi Giorgio Reggiani Bruno Bianchi                                  | 3'15"3(m)              |
| 1965 | Lilion SNIA Varedo Armando Sardi Giorgio Reggiani Bruno Bianchi Sergio Bello                                        | 3'13"7(m)              |
| 1966 | Lilion SNIA Varedo Armando Sardi Giorgio Reggiani Bruno Bianchi Sergio Bello                                        | 3'14"5(m)              |
| 1967 | Lilion SNIA Varedo Antonio Palaro Furio Fusi Bruno Bianchi Sergio Bello                                             | 3'13"9(m)              |
| 1968 | Lilion SNIA Varedo Giorgio Reggiani Bruno Bianchi Furio Fusi Sergio Bello                                           | 3'17"6(m)              |
| 1969 | Lilion SNIA Varedo Furio Fusi Sergio Bello Bruno Bianchi Claudio Trachelio                                          | 3'12"8(m)              |
| 1970 | Lilion SNIA Varedo Carlo Marinone Bruno Bianchi Furio Fusi Claudio Trachelio                                        | 3'13"9(m)              |
| 1971 | Lilion SNIA Varedo Alessandro Castelli Furio Fusi Bruno Bianchi Sergio Bello                                        | 3'11"2(m)              |
| 1972 | SNIA Milano Flavio Borghi Furio Fusi Claudio Trachelio Sergio Bello                                                 | 3'15"5(m)              |
| 1973 | Fiat Torino Piero Centaro Daniele Rodia Giacomo Puosi Lorenzo Cellerino                                             | 3'11"0(m)              |
| 1974 | SNIA Milano Sergio Garbagnati Sergio Bello Claudio Trachelio Flavio Borghi                                          | 3'12"2(m)              |
| 1975 | Gruppi Sportivi Fiamme Gialle Domenico Giammattei Luigi Mazzolari Adorno Corradini Alfonso Di Guida                 | 3'11"3(m)              |
| 1976 | Gruppi Sportivi Fiamme Gialle Alberto Diana Massimo Pecori Adorno Corradini Alfonso Di Guida                        | 3'13"15                |
| 1977 | Gruppi Sportivi Fiamme Gialle Emanuele Allegri Massimo Pecori Adorno Corradini Alfonso Di Guida                     | 3'12"9(m)              |
| 1978 | Gruppi Sportivi Fiamme Gialle Ugo Bonaso Bruno Del Pra Adorno Corradini Alfonso Di Guida                            | 3'12"0(m)              |
| 1979 | SNIA Milano Marco Loi Angelo Bianchi Gabriele Ferrero Flavio Borghi                                                 | 3'10"4(m)              |
| 1980 | SNIA Milano Saverio Gellini Angelo Bianchi Mauro Zuliani Gabriele Ferrero                                           | 3'08"93                |
| 1981 | Gruppi Sportivi Fiamme Gialle Adriano Wendler Bruno Del Pra Salvatore De Martino Alfonso Di Guida                   | 3'11"80                |
| 1982 | Gruppo Sportivo Fiamme Oro Massimo Rizzo Armando Bettinazzi Donato Sabia Stefano Malinverni                         | 3'12"57                |
| 1983 | Pro Patria Pierrel Milano Roberto Ribaud Stefano Malinverni Umberto Pegoraro Roberto Tozzi                          | 3'09"21                |
| 1984 | Gruppi Sportivi Fiamme Gialle Salvatore De Martino Daniele D'Amico Saverio Bellomo Ernesto Nocco                    | 3'10"72                |
| 1985 | Gruppo Sportivo Fiamme Oro Rizzo Umberto Pegoraro Marco De Pasquale Odone Campana                                   | 3'09"84                |
| 1986 | Pro Patria Freedent Milano Giovanni Bongiorni Giordano Colombo Mauro Zuliani Roberto Ribaud                         | 3'06"13                |
| 1987 | Gruppo Sportivo Fiamme Oro Giovanni Corti Tiziano Gemelli Marcello Pantone Marco Michieli                           | 3'09"59                |
| 1988 | Gruppo Sportivo Fiamme Oro Marco Michieli Tiziano Gemelli Marcello Pantone Vito Petrella                            | 3'08"92                |
| 1989 | Pro Patria Osama Milano Roberto Ribaud Alessandro Pinna Mauro Zuliani Alberto Barsotti                              | 3'10"76                |
| 1990 | Snam Gas Metano Simone Sforazza Fabio Grossi Carlo Maria Barcheri Andrea Nuti                                       | 3'08"34                |
| 1991 | Snam Gas Metano Andrea Nuti Carlo Maria Barcheri Fabio Grossi Andrea Mancini                                        | 3'09"81                |
| 1992 | Gruppo Sportivo Fiamme Azzurre Riccardo Cardone Roberto Mazzoleni Marco Vaccari Alessandro Aimar                    | 3'07"97                |
| 1993 | Gruppo Sportivo Fiamme Azzurre Andrea Getuli Roberto Mazzoleni Alessandro Aimar Marco Vaccari                       | 3'07"32                |
| 1994 | Gruppo Sportivo Fiamme Azzurre Andrea Getuli Roberto Mazzoleni Marco Vaccari Alessandro Aimar                       | 3'07"86                |
| 1995 | Snam Gas Metano Fabio Grossi Donato Donatiello Massimo Redaelli Andrea Nuti                                         | 3'07"30                |
| 1996 | Snam Fabio Grossi Massimo Redaelli Daniele Piccini Andrea Nuti                                                      | 3'06"20                |
| 1997 | Gruppo Sportivo Fiamme Oro Alessandro Bracciali Paolo Bellino Edoardo Vallet Michele Grando                         | 3'08"38                |
| 1998 | Gruppo Sportivo Fiamme Oro Alessandro Bracciali Michele Grando Edoardo Vallet Walter Pirovano                       | 3'07"67                |
| 1999 | Snam Daniele Piccini Andrea Nuti Massimo Redaelli Francesco Cundò                                                   | 3'09"66                |
| 2000 | Gruppo Sportivo Fiamme Oro Alessandro Bracciali Michele Grando Edoardo Vallet Walter Pirovano                       | 3'06"63                |
| 2001 | Gruppo Sportivo Fiamme Oro Stefano Schutzman Alessandro Bracciali Edoardo Vallet Walter Pirovano                    | 3'10"11                |
| 2002 | Centro Sportivo Carabinieri Fabio Bagattini Luca Galletti Marco Salvucci Gianni Carabelli                           | 3'09"49                |
| 2003 | Centro Sportivo Carabinieri Fabio Bagattini Luca Galletti Domenico Rao Marco Salvucci                               | 3'11"32                |
| 2004 | Centro Sportivo Carabinieri Fabio Bagattini Luca Galletti Jacopo Marin Marco Salvucci                               | 3'12"62                |
| 2005 | Centro Sportivo Carabinieri Fabio Bagattini Domenico Rao Luca Galletti Gianni Carabelli                             | 3'08"74                |
| 2006 | Centro Sportivo Carabinieri Domenico Rao Luca Galletti Jacopo Marin Gianni Carabelli                                | 3'12"53                |
| 2007 | Centro Sportivo Carabinieri Domenico Rao Maurizio Bobbato Jacopo Marin Marco Salvucci                               | 3'11"91                |
| 2008 | Centro Sportivo Carabinieri Teo Turchi Domenico Rao Marco Salvucci Luca Galletti                                    | 3'09"71                |
| 2009 | Assindustria Sport Alessio Ramalli Mattia Picello Paolo Zani Francesco Cappellin                                    | 3'13"35                |
| 2010 | Centro Sportivo Carabinieri Teo Turchi Marco Salvucci Jacopo Marin Luca Galletti                                    | 3'11"35                |
| 2011 | Gruppo Sportivo Fiamme Oro Enrico Demonte Isalbet Juarez Marco Vistalli Domenico Fontana                            | 3'11"99                |
| 2012 | Gruppi Sportivi Fiamme Gialle Leonardo Capotosti Claudio Licciardello Andrea Barberi José Reynaldo Bencosme de Leon | 3'11"29                |
| 2013 | Gruppi Sportivi Fiamme Gialle Michele Tricca Lorenzo Valentini Andrea Barberi Marco Lorenzi                         | 3'10"55                |
| 2014 | Gruppi Sportivi Fiamme Gialle Marco Lorenzi Leonardo Capotosti Michele Tricca Lorenzo Valentini                     | 3'08"81                |
| 2015 | Gruppi Sportivi Fiamme Gialle Michele Tricca Marco Lorenzi Lorenzo Valentini Davide Re                              | 3'10"45                |
| 2016 | Gruppi Sportivi Fiamme Gialle Davide Re Michele Tricca Marco Lorenzi Lorenzo Valentini                              | 3'06"11                |
| 2017 | Gruppi Sportivi Fiamme Gialle Marco Lorenzi Michele Tricca Lorenzo Valentini Davide Re                              | 3'06"90                |
| 2018 | Gruppi Sportivi Fiamme Gialle Vladimir Aceti Michele Tricca Lorenzo Valentini Davide Re                             | 3'06"48                |
| 2019 | Gruppi Sportivi Fiamme Gialle Vladimir Aceti Michele Tricca Alessandro Sibilio Matteo Galvan                        | 3'11"15                |
| 2020 | Atletica Futura Roma Alessandro Galati Casimiro Sciscione Osaremen Ozigbo Mario Di Giambattista                     | 3'12"94                |
| 2021 | Gruppo Sportivo Fiamme Azzurre Lorenzo Benati Simone Barontini Lorenzo Veroli Brayan Lopez                          | 3'09"88                |
| 2022 | CUS Pro Patria Milano Francesco Domenico Rossi Andrea Blesio Luca Sito Andrea Panassidi                             | 3'06"42                |
| 2023 | CUS Pro Patria Milano Andrea Blesio Luca Rescalli Andrea Panassidi Luca Sito                                        | 3'10"34                |
| 2024 | Assindustria Sport Lorenzo Stoppato Lorenzo De Bortoli Luca Ostanello Filippo Cibin                                 | 3'12"09                |
| 2025 | Atletica Chiari 1964 Libertas Andrea Bordiga Michele Falappi Alessandro Astolfi Vanni Picco Akwannor                | 3'10"24                |